# Dietrich Grüning
Dietrich Grüning oder Grünig (* 1940 im damaligen Grünberg (Schlesien), heute Zielona Góra; † 2020) war ein deutscher Bildhauer. Nur wenig ist bisher über sein Leben bekannt geworden.

## Leben
Aus Schlesien aufgrund des Krieges vertrieben verbrachte er seine Jugend im Eichsfeld. Er absolvierte dort eine Tischlerlehre und erlernte später das Schnitzhandwerk in der thüringischen Rhön. Ab 1965 studierte er Bildhauerei an der Kunsthochschule Berlin-Weißensee. Danach arbeitete er ab 1972 als freischaffender Künstler in Berlin. Bis 1990 war er Mitglied des Verbands Bildender Künstler der DDR (VBK). Diese Mitgliedschaft war für Künstler existentiell, da sie den Zugang zum staatlichen Kunsthandel darstellte, die öffentliche Vergabe von künstlerischen Aufträgen nur an Mitglieder des Verbandes erfolgte, nur Mitglieder freischaffend tätig sein durften und nur Mitgliedern die Teilnahme an den vom Verband organisierten Kunstausstellungen, Reisen, Fachtagungen, Seminaren und Symposien freistand.

## Werke

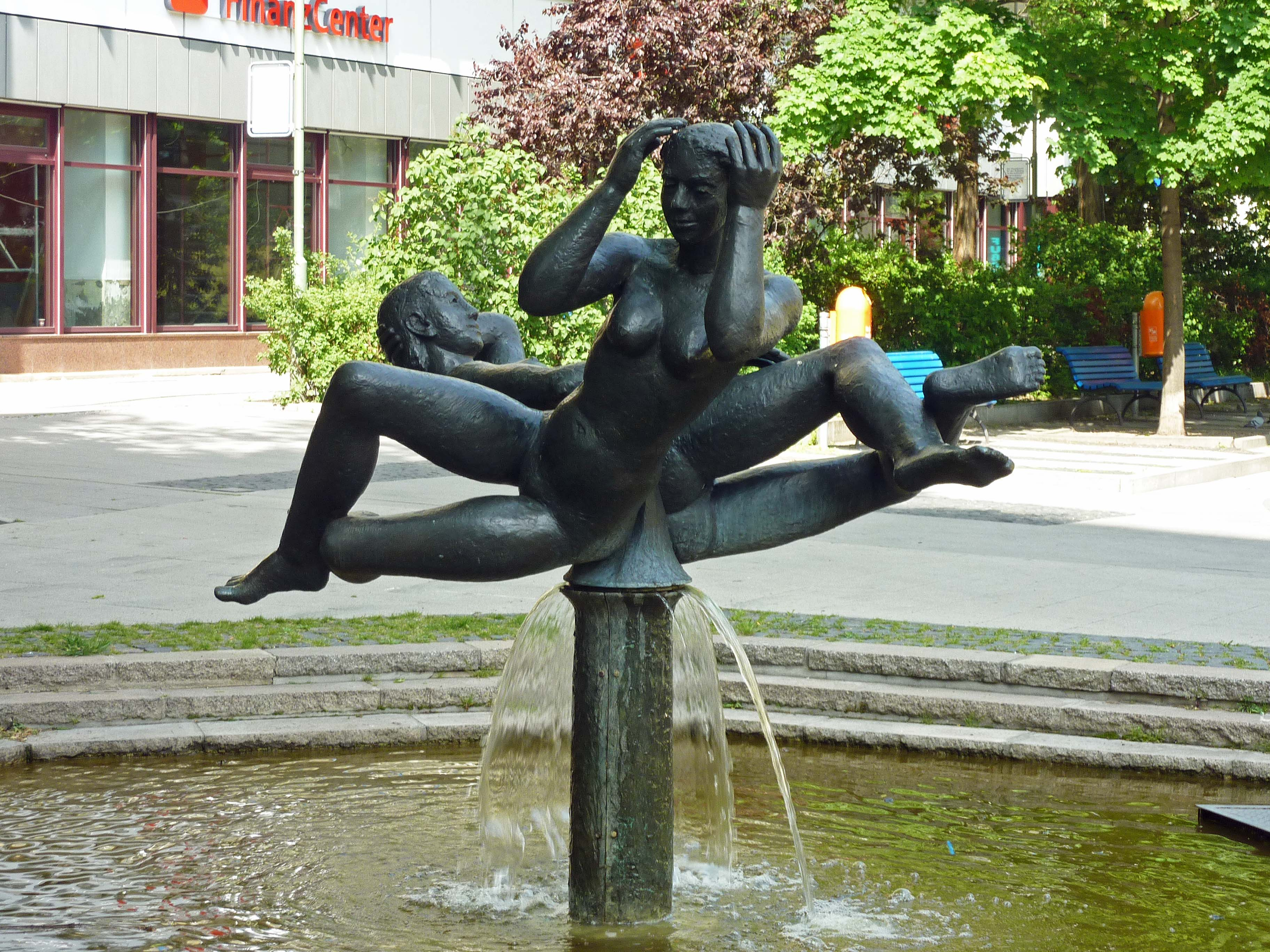
„Spree und Havel“-Brunnen in Berlin-Friedrichsfelde

Zu den bekanntesten Werken Grünings gehören die Sandsteinskulptur „Mutter mit Kind“ von 1985 und der Bronzespringbrunnen „Spree und Havel“ aus dem Jahr 1982. Die erstere, eine Auftragsarbeit des dortigen Stadtbezirksrats für Kultur, befindet sich seit 1985 auf dem Münsterlandplatz in Berlin-Lichtenberg. Die 1980–1982 geschaffene Brunnenskulptur „Spree und Havel“ steht an der Dathepromenade beim U-Bahnhof Tierpark in Berlin-Friedrichsfelde. Der Brunnen mit der Bronzeskulptur wurde zur Verschönerung eines damaligen Neubauviertels in Auftrag gegeben und 1982 im sogenannten Hans-Loch-Viertel errichtet. 2006 bis 2007 wurde die Brunnenanlage umfassend saniert und konserviert. Auch der Entwurf zum 1977 in der Chausseestraße aufgestellten Spartakusdenkmal stammt von Grüning.

## Ausstellungen (mutmaßlich unvollständig)
- 1973 und 1980: Berlin, Treptower Park (Plastik und Blumen)
- 1975, 1977, 1981 und 1989: Berlin, Bezirkskunstausstellungen